# Křivka

Křivka sinusoida pro různou frekvenci

Křivka je v matematice geometrický jednorozměrný objekt, případně zobrazení z přímky do nějakého prostoru (tzv. parametrizovaná křivka). Jednoduché příklady křivek jsou přímka nebo kružnice.

## Formální definice
Je-li M nějaký matematický prostor (například Eukleidovský prostor, varieta, topologický prostor) a I interval reálných čísel, pak křivkou {\displaystyle k} rozumíme spojité zobrazení I do M. Toto se někdy také nazývá parametrické vyjádření křivky. Pokud má smysl mluvit o derivaci k (tj. pokud cílový prostor je Eukleidovský prostor nebo hladká varieta a derivace existuje v každém bodě), nazývá se křivka hladká nebo diferencovatelná. Hladká křivka je regulární, pokud její derivace není v žádném bodě nulová. Křivka se nazývá uzavřená, pokud I je uzavřený interval [a,b] a {\displaystyle k(a)=k(b)}. Množina {\displaystyle \{k(x);\,x\in I\}} se nazývá (geometrický) obraz křivky. Mají-li složky {\displaystyle k_{i}} křivky k na otevřeném intervalu {\displaystyle (a,b)} spojité derivace až do {\displaystyle r}-tého řádu, pak říkáme, že se jedná o křivku {\displaystyle r}-té třídy. Má-li křivka všechny derivace, říkáme někdy, že je třídy nekonečno, neboli nekonečně diferencovatelná.
Někdy se slovem křivka myslí jenom její obraz křivky (v dřívější definici), tj. množina bodů {\displaystyle \{[(x(t),y(t),z(t)];\,t\in <\alpha ,\beta >\}}. Ta se někdy také nazývá neparametrická křivka.

## Rovinná křivka
Rovinnou křivkou rozumíme zobrazení intervalu reálných čísel I do (euklidovské) roviny
{\displaystyle x=\phi (t)}
{\displaystyle y=\psi (t)}
pro {\displaystyle t\in I}, kde {\displaystyle \phi } a {\displaystyle \psi } jsou spojité funkce.
Předpokládáme obvykle, že funkce {\displaystyle \phi (t),\psi (t)} jsou na intervalu {\displaystyle \langle \alpha ,\beta \rangle } spojité a mají na tomto intervalu po částech spojité derivace {\displaystyle \phi ^{\prime }(t),\psi ^{\prime }(t)}. Někdy se předpokládá, že funkce {\displaystyle \phi ,\psi } jsou pouze spojité, pak se ale překvapivě může stát, že obrazem křivky je např. celý čtverec.
Křivka je regulární, pokud pro žádné {\displaystyle t} nejsou derivace {\displaystyle \phi ^{\prime }(t),\psi ^{\prime }(t)} současně nulové. Křivku, která (kromě krajních bodů) neprotíná sama sebe (tj. je prostá uvnitř definičního intervalu) označujeme jako jednoduchou. Pokud platí současně {\displaystyle \phi (\alpha )=\phi (\beta ),\psi (\alpha )=\psi (\beta )}, tzn. počáteční bod křivky splývá s bodem koncovým, pak křivku označíme jako uzavřenou.
Rovnici obrazu rovinné křivky lze často (ale ne vždy) vyjádřit ve formě funkční závislosti kartézských proměnných {\displaystyle x,y}, tzn.
{\displaystyle y=f(x)},
popř. implicitně
{\displaystyle F(x,y)=0}.
Křivku označíme jako rektifikovatelnou, pokud má konečnou délku, kterou lze vyjádřit jako
{\displaystyle l=\int _{\alpha }^{\beta }{\sqrt {{\phi ^{\prime }}^{2}(t)+{\psi ^{\prime }}^{2}(t)}}\mathrm {d} t}

### Jordanova křivka
Jednoduchou uzavřenou rovinnou křivku označujeme jako Jordanovu křivku. Jordanova křivka je homeomorfním obrazem kružnice. Rozděluje rovinu na dvě souvislé oblasti. Tu, která je omezená a jednoduše souvislá označujeme jako vnitřek křivky (nebo lépe vnitřní, Jordanovu oblast), zbytek roviny pak jako vnějšek křivky (vnější oblast).

### Orientace křivky
Na neparametrické hladké křivce můžeme zvolit dvě orientace. Formálně to je volba báze jejího (jednorozměrného) tečného prostoru v každém bodě. Tvoří-li uzavřená křivka hranici určité oblasti {\displaystyle \Omega }, pak řekneme, že je kladně orientovaná vzhledem k {\displaystyle \Omega }, pokud oblast {\displaystyle \Omega } zůstává po levé straně křivky (při pohybu po kladně orientované křivce jde o pohyb proti směru hodinových ručiček). Formálněji, křivka je kladně orientována, pokud normálový vektor k oblasti {\displaystyle \Omega } a tečný vektor ke křivce určen její orientací tvoří kladnou bázi tečného prostoru (souřadnice těchto vektorů napsány ve sloupcích vedle sebe tvoří matici, která má kladný determinant). V opačném případě se jedná o záporně orientovanou křivku.

### Příklady rovinných křivek
- přímka
- kuželosečky
- cykloida
- Archimédova spirála
- řetězovka

## Prostorová křivka
Prostorovou křivkou rozumíme zobrazení intervalu reálných čísel I do (trojrozměrného euklidovského) prostoru
{\displaystyle x=x(t)}
{\displaystyle y=y(t)}
{\displaystyle z=z(t)}
pro {\displaystyle t\in I}, kde x, y a z jsou spojité funkce.
Uvedené rovnice křivky bývají obvykle zapisovány ve vektorovém tvaru
{\displaystyle \mathbf {r} =\mathbf {r} (t)}, {\displaystyle t\in I},
kde {\displaystyle \mathbf {r} } představuje rádiusvektor.
Křivku v prostoru lze také zadat jako průnik dvou ploch, např.
{\displaystyle z=f(x,y)}
{\displaystyle z=g(x,y)}
nebo
{\displaystyle F(x,y,z)=0}
{\displaystyle G(x,y,z)=0.}
Jsou-li rovnice popisující křivku (v kartézské soustavě souřadnic) algebraické, pak křivku označujeme jako algebraickou (např. přímka nebo kuželosečky). Pokud uvedené rovnice nejsou algebraické, pak říkáme, že křivka je transcendentní (např. sinusoida nebo řetězovka).

### Příklady prostorových křivek
- přímka
- šroubovice

## Délka křivky
Délka křivky se v diferenciální geometrii definuje pomocí vhodných parametrizací této křivky. Obecně však nemusí být definována, resp. je nekonečná.

## Oblouk křivky[zdroj?]
Obloukem křivky {\displaystyle k:\langle a,b\rangle \to \mathbb {R} ^{n}} od bodu {\displaystyle t_{0}\in \langle a,b\rangle } do bodu {\displaystyle t\in \langle a,b\rangle } se nazývá délka části křivky mezi {\displaystyle k(t_{0})} a {\displaystyle k(t)}. Pokud je křivka hladká (tj. k má spojité (1.) derivace), dá se vyjádřit vzorcem
{\displaystyle s(t)=\int _{t_{0}}^{t}{\sqrt {{\sum _{i=1}^{n}\left({\frac {\mathrm {d} k_{i}}{\mathrm {d} t}}\right)}^{2}}}\mathrm {d} t}
kde {\displaystyle k_{i}} je i-tá složka křivky.
Výhoda oblouku je, že ho lze použít jako parametr pro tzv. přirozenou parametrizaci křivky (obloukem).
Diferenciál
{\displaystyle \mathrm {d} s={\sqrt {{\frac {\mathrm {d} \mathbf {k} }{\mathrm {d} t}}\cdot {\frac {\mathrm {d} \mathbf {k} }{\mathrm {d} t}}}}\mathrm {d} t={\sqrt {\mathrm {d} \mathbf {k} \cdot \mathrm {d} \mathbf {k} }}={\sqrt {\sum _{i}\mathrm {d} k_{i}^{2}}}}
nazýváme diferenciál (prvek, element) oblouku nebo lineární prvek (element) křivky[zdroj?].

## Křivky vyplňující prostor
Obrazem křivky mohou být překvapivě i množiny, které mají větší topologickou dimenzi než jedna. Kupříkladu Hilbertova křivka je spojité zobrazení úsečky na čtverec, tj. spojitá křivka, která vyplní celý (dvourozměrný) čtverec.
Na obrázku je prvních 6 iterací konstrukce Hilbertovy křivky. Hilbertova křivka je pak limitou těchto křivek. Je spojitá, ale není prostá. Její složky jsou spojité funkce, které nemají derivaci v žádném bodě. Jiný známý příklad křivky, která vyplní čtverec je Sierpińského křivka.
Klasifikace, který topologický prostor je spojitým obrazem intervalu [0,1], řeší Hahnova–Mazurkiewiczova věta:
- Neprázdný Hausdorffův topologický prostor X je spojitým obrazem intervalu [0,1] právě když je kompaktní, souvislý, lokálně souvislý a separabilní.

Speciálně tedy každá kompaktní souvislá varieta se dá „vyplnit“ křivkou.

## Příklady
- Bézierova křivka
- Racionální Bézierova křivka
- B-spline křivka